# Luoghi salienti dell'antico regno di Saba
I luoghi salienti dell'antico regno di Saba, Ma'rib (in arabo معالم مملكة سبأ القديمة‎?, maʿālim mamlaka Sabaʿa al-Qadīma) costituiscono una serie di sette siti archeologici nel Governatorato di Ma'rib, nello Yemen orientale. Il 25 gennaio 2023 tale sito seriale è stato iscritto dall'UNESCO nella sua lista dei patrimoni dell'umanità in quanto testimonianza dell'antico regno di Saba nell'Arabia meridionale. Il sito è stato inoltre inserito nella Lista del patrimonio mondiale in pericolo a causa delle minacce poste dalla guerra civile yemenita.

## Siti inclusi nel Patrimonio mondiale
| Sito                                                                         | Immagine | Id.                 | Posizione                       | Coordinate                  |
| ---------------------------------------------------------------------------- | -------- | ------------------- | ------------------------------- | --------------------------- |
| Antica città di Ma'rib                                                       |          | 1700-001            | Ma'rib, Governatorato di Ma'rib | 15°25′36.76″N 45°20′06.82″E |
| Tempio di Awwam                                                              |          | 1700-002            | Awwam, Governatorato di Ma'rib  | 15°24′15.91″N 45°21′21.04″E |
| Tempio di Barran                                                             |          | 1700-003            | Governatorato di Ma'rib         | 15°25′11.56″N 45°20′35.24″E |
| Diga di Ma'rib: sponda settentrionale, sponda meridionale e diga di Jufaynah |          | 1700-004 a 1700-006 | Governatorato di Ma'rib         | 15°23′51.24″N 45°16′07.51″E |
| Antica città di Sirwah                                                       |          | 1700-007            | Serwah, Governatorato di Ma'rib | 15°27′06.4″N 45°01′05.22″E  |